# Leo Kadanoff
Leo Philip Kadanoff (New York, 14 gennaio 1937 – Chicago, 26 ottobre 2015) è stato un fisico statunitense. È conosciuto per i suoi lavori in fisica statistica, in fisica della materia condensata e in teoria del caos.

## Biografia
Kadanoff è cresciuto a New York. Ha studiato fisica all'Università di Harvard, dove ha ottenuto un dottorato. Dopo essere stato assegnista di ricerca presso il Niels Bohr Institute di Copenaghen, è entrato a far parte del dipartimento di fisica della University of Illinois nel 1965. Nel 1969 Kadanoff si trasferì alla Brown University. Nel 1978 divenne professore presso l'Università di Chicago.

## Onorificenze e premi
Nel 1982 Kadanoff fu eletto membro dell'American Academy of Arts and Sciences.. Ha ottenuto la National Medal of Science nel 1999. Nel 2007 è stato presidente della American Physical Society. Gli sono stati assegnati diversi premi per la fisica, tra cui il Premio Wolf nel 1980 e la Medaglia Isaac Newton nel 2011. In sua memoria, l'APS ha istituito nel 2018 il Premio Leo P. Kadanoff nel campo della fisica statistica e non lineare.

## Pubblicazioni
- (EN)  From order to chaos I, II – essays, critical, chaotic and otherwise, World Scientific, 1993, ISBN 981-02-1198-8, vol. 2, 1999, ISBN 981-02-3434-1
- (EN)  Statistical Physics – Statics, dynamics and renormalization, World Scientific, 2000, ISBN 981-02-3764-2
- (EN)  Application of Renormalization Group techniques to quarks and strings in Reviews of Modern Physics, 1977, pp. 267–296
- (EN)  con Gordon Baym, Quantum statistical mechanics, Benjamin, 1962.